# Premi BAFTA 2013
La 66ª edizione dei British Academy Film Awards, conferiti dalla British Academy of Film and Television Arts alle migliori produzioni cinematografiche del 2012, ha avuto luogo il 10 febbraio 2013 alla Royal Opera House (Londra).

## Vincitori e candidati

### Miglior film
- Argo, regia di Ben Affleck
- Lincoln, regia di Steven Spielberg
- Les Misérables, regia di Tom Hooper
- Vita di Pi (Life of Pi), regia di Ang Lee
- Zero Dark Thirty, regia di Kathryn Bigelow

### Miglior film britannico
- Skyfall, regia di Sam Mendes
- 7 psicopatici (Seven Psychopaths), regia di Martin McDonagh
- Anna Karenina, regia di Joe Wright
- Marigold Hotel (The Best Exotic Marigold Hotel), regia di John Madden
- Les Misérables, regia di Tom Hooper

### Miglior film non in lingua inglese
- Amour, regia di Michael Haneke • Francia
- Headhunters - Il cacciatore di teste (Hodejegerne), regia di Morten Tyldum • Norvegia
- Quasi amici - Intouchables (Intouchables), regia di Olivier Nakache e Éric Toledano • Francia
- Un sapore di ruggine e ossa (De rouille et d'os), regia di Jacques Audiard • Francia
- Il sospetto (Jagten), regia di Thomas Vinterberg • Danimarca

### Miglior film d'animazione
- Ribelle - The Brave (Brave), regia di Mark Andrews e Brenda Chapman
- Frankenweenie, regia di Tim Burton
- ParaNorman, regia di Sam Fell e Chris Butler

### Miglior regista
- Ben Affleck – Argo
- Kathryn Bigelow – Zero Dark Thirty
- Ang Lee – Vita di Pi (Life of Pi)
- Michael Haneke – Amour
- Quentin Tarantino – Django Unchained

### Miglior attore protagonista
- Daniel Day-Lewis – Lincoln
- Ben Affleck – Argo
- Bradley Cooper – Il lato positivo - Silver Linings Playbook (Silver Linings Playbook)
- Hugh Jackman – Les Misérables
- Joaquin Phoenix – The Master

### Miglior attrice protagonista
- Emmanuelle Riva – Amour
- Jessica Chastain – Zero Dark Thirty
- Marion Cotillard – Un sapore di ruggine e ossa (De rouille et d'os)
- Jennifer Lawrence – Il lato positivo - Silver Linings Playbook (Silver Linings Playbook)
- Helen Mirren – Hitchcock

### Miglior attore non protagonista
- Christoph Waltz – Django Unchained
- Alan Arkin – Argo
- Javier Bardem – Skyfall
- Philip Seymour Hoffman – The Master
- Tommy Lee Jones – Lincoln

### Miglior attrice non protagonista
- Anne Hathaway – Les Misérables
- Amy Adams – The Master
- Judi Dench – Skyfall
- Sally Field – Lincoln
- Helen Hunt – The Sessions - Gli incontri (The Sessions)

### Miglior sceneggiatura originale
- Quentin Tarantino – Django Unchained
- Paul Thomas Anderson – The Master
- Wes Anderson, Roman Coppola – Moonrise Kingdom - Una fuga d'amore (Moonrise Kingdom)
- Mark Boal – Zero Dark Thirty
- Michael Haneke – Amour

### Miglior sceneggiatura non originale
- David O. Russell – Il lato positivo - Silver Linings Playbook (Silver Linings Playbook)
- Lucy Alibar, Benh Zeitlin – Re della terra selvaggia (Beasts of the Southern Wild)
- Tony Kushner – Lincoln
- David Magee – Vita di Pi (Life of Pi)
- Chris Terrio – Argo

### Miglior fotografia
- Claudio Miranda – Vita di Pi (Life of Pi)
- Danny Cohen – Les Misérables
- Roger Deakins – Skyfall
- Janusz Kaminski – Lincoln
- Seamus McGarvey – Anna Karenina

### Miglior scenografia
- Eve Stewart e Anna Lynch-Robinson  – Les Misérables
- Rick Carter e Jim Erickson – Lincoln
- Dennis Gassner e Anna Pinnock – Skyfall
- Sarah Greenwood e Katie Spencer – Anna Karenina
- David Gropman e Anna Pinnock – Vita di Pi (Life of Pi)

### Migliori musiche
- Thomas Newman – Skyfall
- Mychael Danna – Vita di Pi (Life of Pi)
- Alexandre Desplat – Argo
- Dario Marianelli – Anna Karenina
- John Williams – Lincoln

### Miglior montaggio
- William Goldenberg – Argo
- Stuart Baird – Skyfall
- William Goldenberg e Dylan Tichenor – Zero Dark Thirty
- Fred Raskin – Django Unchained
- Tim Squyres – Vita di Pi (Life of Pi)

### Migliori costumi
- Jacqueline Durran – Anna Karenina
- Colleen Atwood – Biancaneve e il cacciatore (Snow White & the Huntsman)
- Paco Delgado – Les Misérables
- Joanna Johnston – Lincoln
- Beatrix Aruna Pasztor – Grandi speranze (Great Expectations)

### Miglior trucco e acconciature
- Les Misérables – Lisa Westcott
- Anna Karenina – Ivana Primorac
- Hitchcock – Julie Hewett, Martin Samuel, Howard Berger
- Lo Hobbit - Un viaggio inaspettato (The Hobbit: An Unexpected Journey) – Peter Swords King, Richard Taylor, Rick Findlater
- Lincoln – Lois Burwell, Kay Georgiou

### Miglior sonoro
- Les Misérables – Simon Hayes, Andy Nelson, Mark Paterson, Jonathan Allen, Lee Walpole, John Warhurst
- Django Unchained – Mark Ulano, Michael Minkler, Tony Lamberti, Wylie Stateman
- Lo Hobbit - Un viaggio inaspettato (The Hobbit: An Unexpected Journey) – Tony Johnson, Christopher Boyes, Michael Hedges, Michael Semanick, Brent Burge, Chris Ward
- Skyfall – Stuart Wilson, Scott Millan, Greg P. Russell, Per Hallberg, Karen Baker Landers
- Vita di Pi (Life of Pi) – Drew Kunin, Eugene Gearty, Philip Stockton, Ron Bartlett, D. M. Hemphill

### Migliori effetti speciali visivi
- Vita di Pi (Life of Pi) – Bill Westenhofer, Guillaume Rocheron, Erik-Jan De Boer, Donald R. Elliott
- The Avengers – Janek Sirrs, Jeff White, Guy Williams, Dan Sudick
- Il cavaliere oscuro - Il ritorno (The Dark Knight Rises) – Paul Franklin, Chris Corbould, Peter Bebb, Andrew Lockley
- Lo Hobbit - Un viaggio inaspettato (The Hobbit: An Unexpected Journey) – Joe Letteri, Eric Saindon, David Clayton, R. Christopher White
- Prometheus – Richard Stammers, Charley Henley, Trevor Wood, Paul Butterworth

### Miglior documentario
- Searching for Sugar Man, regia di Malik Bendjelloul
- L'impostore - The Imposter (The Imposter), regia di Bart Layton
- Marley, regia di Kevin Macdonald
- McCullin, regia di David Morris e Jaqui Morris
- West of Memphis, regia di Amy Berg

### Miglior cortometraggio
- Swimmer, regia di Lynne Ramsay
- The Curse, regia di Fyzal Boulifa
- Good Night, regia di Muriel d'Ansembourg
- Tumult, regia di Johnny Barrington
- The Voorman Problem, regia di Mark Gill

### Miglior cortometraggio d'animazione
- The Making of Longbird, regia di Will Anderson
- Here to Fall, regia di Kris Kelly ed Evelyn McGrath
- I'm Fine Thanks, regia di Eamonn O Neill

### Miglior esordio britannico da regista, sceneggiatore o produttore
- Bart Layton (regista) e Dmitri Doganis (produttore) – L'impostore - The Imposter (The Imposter)
- James Bobin (regista) – I Muppet (The Muppets)
- Dexter Fletcher (regista/sceneggiatore) e Danny King (sceneggiatore) – Wild Bill
- Tina Gharavi (regista/sceneggiatore) – I Am Nasrine
- David Morris (regista) e Jaqui Morris (regista/produttore) – McCullin

### Orange Rising Star Award per la miglior stella emergente(votato dal pubblico)
- Juno Temple
- Elizabeth Olsen
- Andrea Riseborough
- Suraj Sharma
- Alicia Vikander